# Bestie da soma
Bestie da soma è un dipinto di Teofilo Patini del 1886.

## Descrizione e storia
Scena tanto realista quanto esplicita della dura vita condotta dalle donne della seconda metà dell'Ottocento abruzzese, il dipinto rappresenta il momento di riposo di tre donne, una delle quali in piedi in evidente stato di gravidanza, intente a trasportare legna raccolta quale provvista per l'inverno. Dai costumi si ipotizza l'appartenenza delle due donne, vestite allo stesso modo in marrone e verde con gli abiti da lavoro caratteristici, al paese di Rocca Pia, situato alle porte dell'attuale altopiano delle Cinquemiglia, mentre la terza ragazza in primo piano indossa un abito più elegante, abbigliamento tipico dei momenti di festa di Castel di Sangro, paese natale del Patini. 
L'opera si caratterizza per il forte contenuto di denuncia sociale delle condizioni di vita femminili, come del resto il titolo del dipinto descrive. Nel quadro la scena non presenta orizzonte, non è visibile il cielo, quasi ad indicare che per queste persone non c'è speranza di futuro. Da notare la donna alla sinistra del dipinto; la più stanca delle tre. È seduta, che sta riposando, stremata dal lavoro e dalla fatica. Sul sentiero che va verso la vetta del monte, altre tre donne continuano il cammino.
Il dipinto fa parte delle Collezioni dell'Arte dell'amministrazione provinciale e fino al 2009 era esposto nel Palazzo del Governo in L'Aquila. Salvatosi miracolosamente dal terremoto del 6 aprile, è attualmente collocato temporaneamente nella Pinacoteca Patiniana di Castel di Sangro.

### Le modelle
Le modelle erano di Rocca Pia. Cosimo Savastano in un suo libro cita un articolo del giornalista Pasquale Scarpitti (1923-1973) con un'intervista a Maria d’Orazio, la più giovane delle tre raccoglitrici di legna, a Libecca la nipote di Mastrorocco la settantenne sfinita del quadro, e alla figlia di Maria Bozzelli, la donna incinta, in piedi, ritratta nella
tela. Dall'intervista emerge che per tutte e tre, assai indigenti, la proposta di don Teofilo di fare da modelle per questo quadro era giunta provvidenziale. Ebbero una lira al giorno più il pranzo per un'intera stagione.

### Trilogia sociale
Questa opera insieme a Vanga e latte, e L'erede, forma la cosiddetta "trilogia sociale", ispirata alla dura vita del mondo contadino dell'epoca. La sequenza temporale è inversa a quella con cui le tre tele furono prodotte dall'autore.

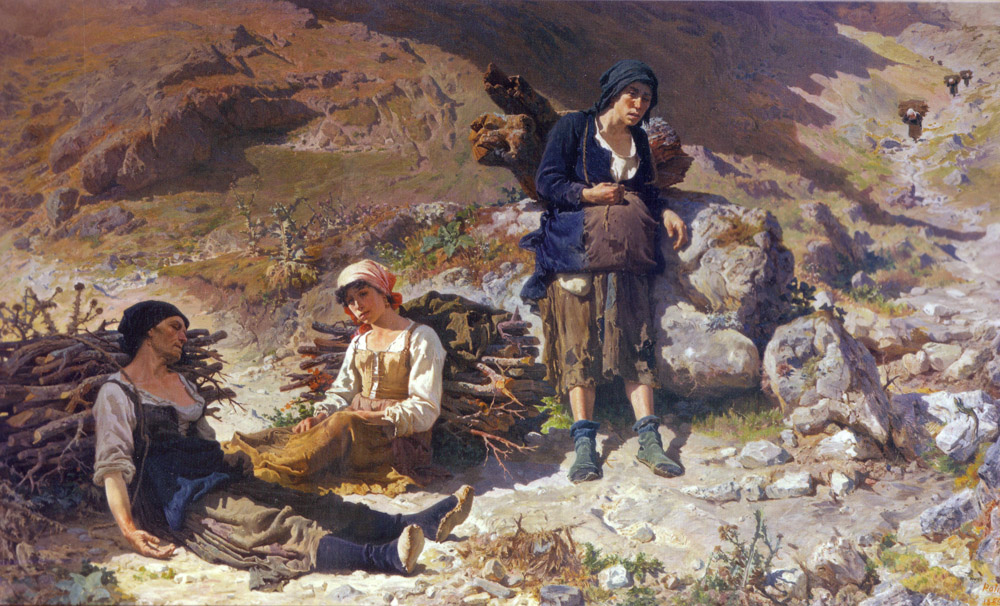
1886, Bestie da soma
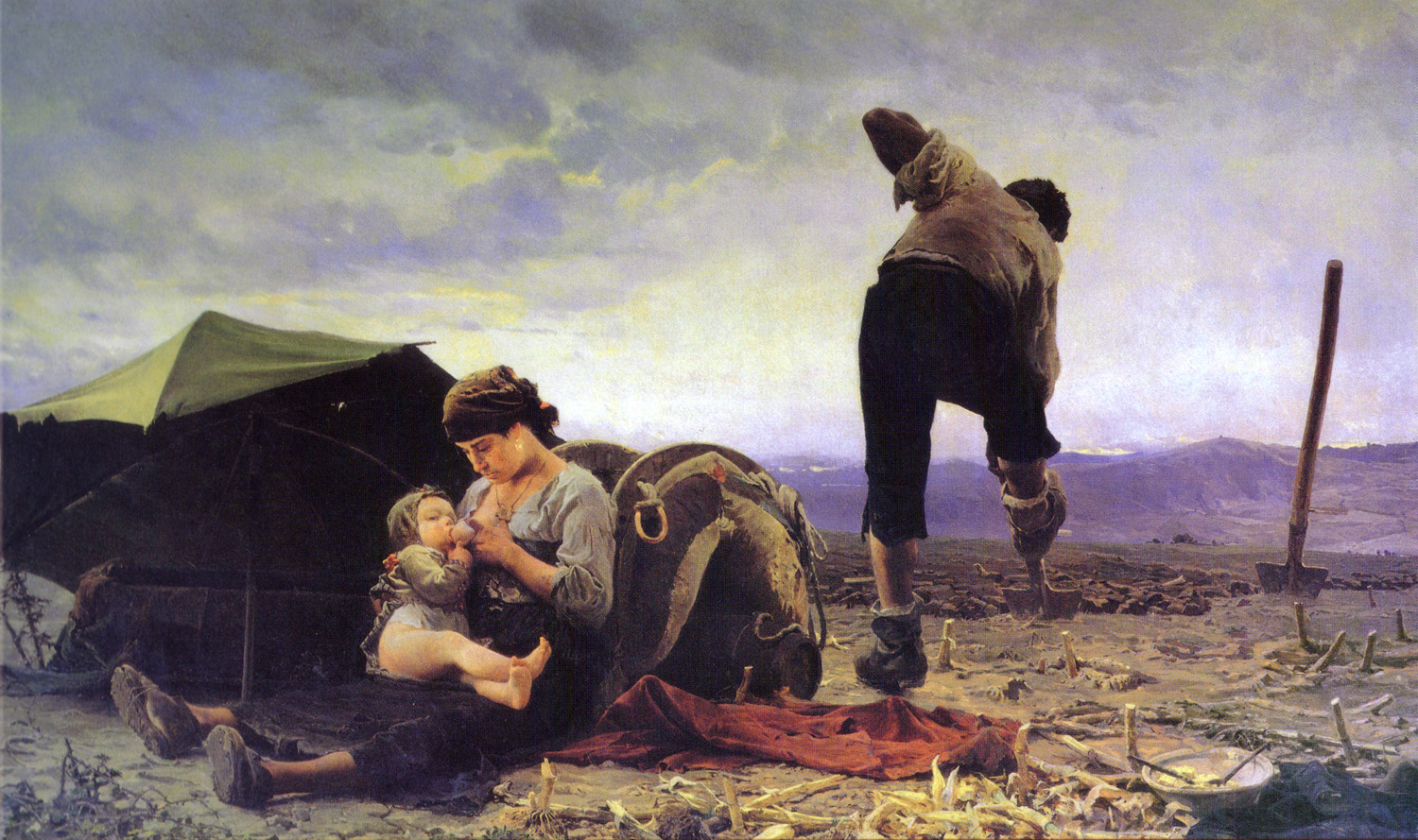
1884, Vanga e latte
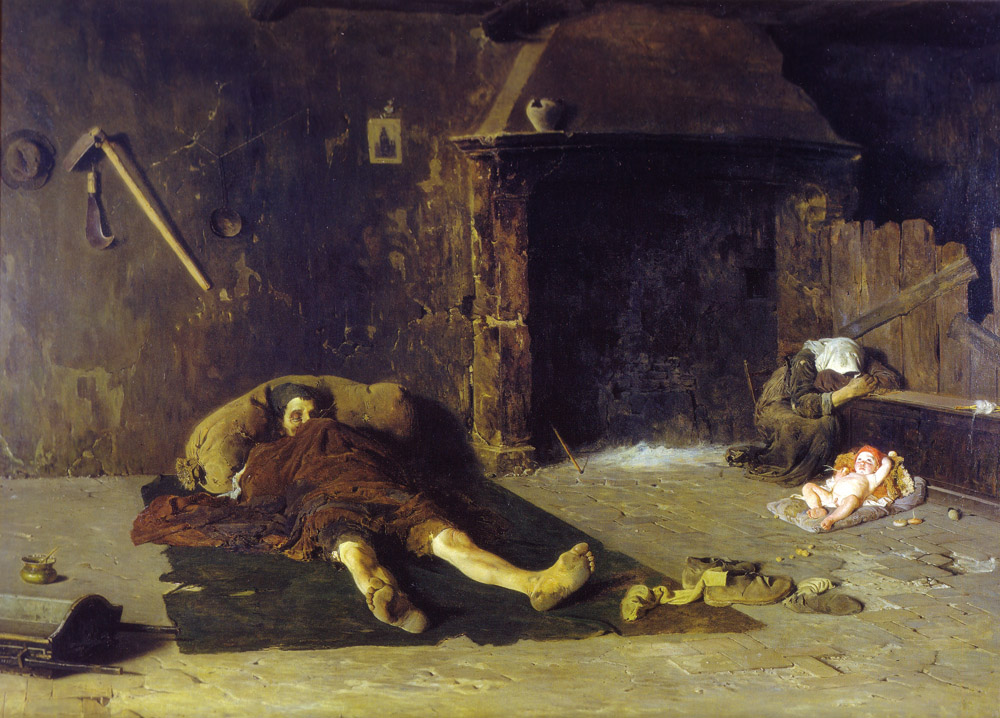
1880, L'erede

L'autore, deluso dalla politica post unitaria messa in atto che definì "Risorgimento tradito" aveva abbracciato l'ideale socialista e il suo impegno politico si concretizzò con queste tre opere in stile rigorosamente verista. I tre episodi descritti nei quadri sono una "cronaca" spietatamente oggettiva della condizione di miseria diffusa tra le classi rurali dell’Italia appenninica. Sono quadri di denuncia storica tendenti ad ottenere più adeguati ed umani provvedimenti legislativi per la cui promulgazione il pittore continuò lungamente a battersi.